# Stazione di Broombridge
La Coolmine railway station è una stazione ferroviaria che fornisce servizio a Cabra, Contea di Dublino, Repubblica d'Irlanda. È collocata sulla linea pendolare Commuter e sulla linea 1 della DART. Si trova sulla sponda meridionale del Royal Canal e prende il nome dal Broom Bridge, uno dei ponti che attraversa il canale e piuttosto famoso in quanto qui il famoso matematico e fisico William Rowan Hamilton scoprì la nozione matematica del Quaternione. Una targa commemora l'evento.
La stazione, che differentemente dalla maggior parte di quelle irlandesi è sprovvista di una versa struttura per i servizi,  fu aperta il 2 luglio 1990 insieme a quelle di Leixlip Confey, Castleknock e Coolmine. La stazione è stata soggetta a molti atti di vandalismo che hanno portato l'operatore ferroviario irlandese, la Iarnród Éireann a sollevare un caso al parlamento irlandese. È l'ultima stazione del Western commuter che si trova su entrambe le linee dello stesso, visto che a partire da qui la ferrovia si divide nei due rami che portano rispettivamente alla Stazione di Dublino Connolly e alla stazione di Docklands.

## Servizi
- Servizi igienici
- Capolinea autolinee